# Schloss Oelber

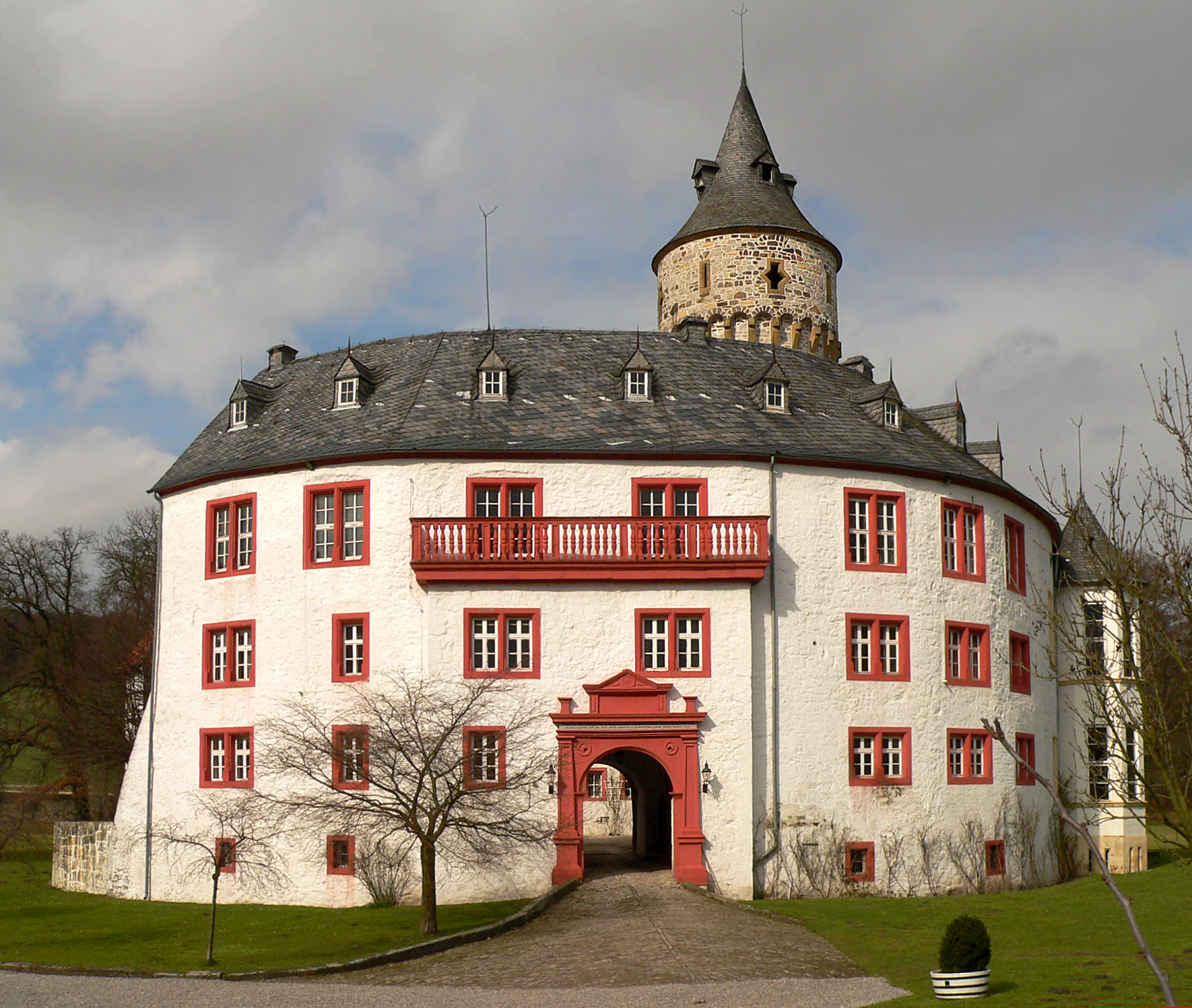
Schloss Oelber, Zugang an der Südseite mit Renaissanceportal

Schloss Oelber ist ein Schloss, das sich in Oelber am weißen Wege als Ortsteil der Gemeinde Baddeckenstedt im Landkreis Wolfenbüttel in Niedersachsen befindet. Der Schlossbau liegt
an den westlichen Ausläufern der Lichtenberge, die den nordwestlichen Teil des Salzgitter-Höhenzuges bilden.
Die kreisrunde Anlage ist eine umfassende Bauerneuerung aus der Zeit um 1580 auf den Grundmauern einer Wasserburg des 12. Jahrhunderts. Sie war nahezu von Anfang an im Besitz der Adelsfamilie derer von Cramm, die den Besitz aber aufgrund zweiter Rittersitze mit verschiedenen Lehensherren (Braunschweig-Lüneburg und Hildesheim) mit den von Bortfeld bis zu deren Aussterben 1686 teilte. Wegen ihres malerischen Aussehens wurde die Schlossanlage 1960 für Außenaufnahmen des Kinofilms Das Spukschloß im Spessart genutzt.

## Geschichte

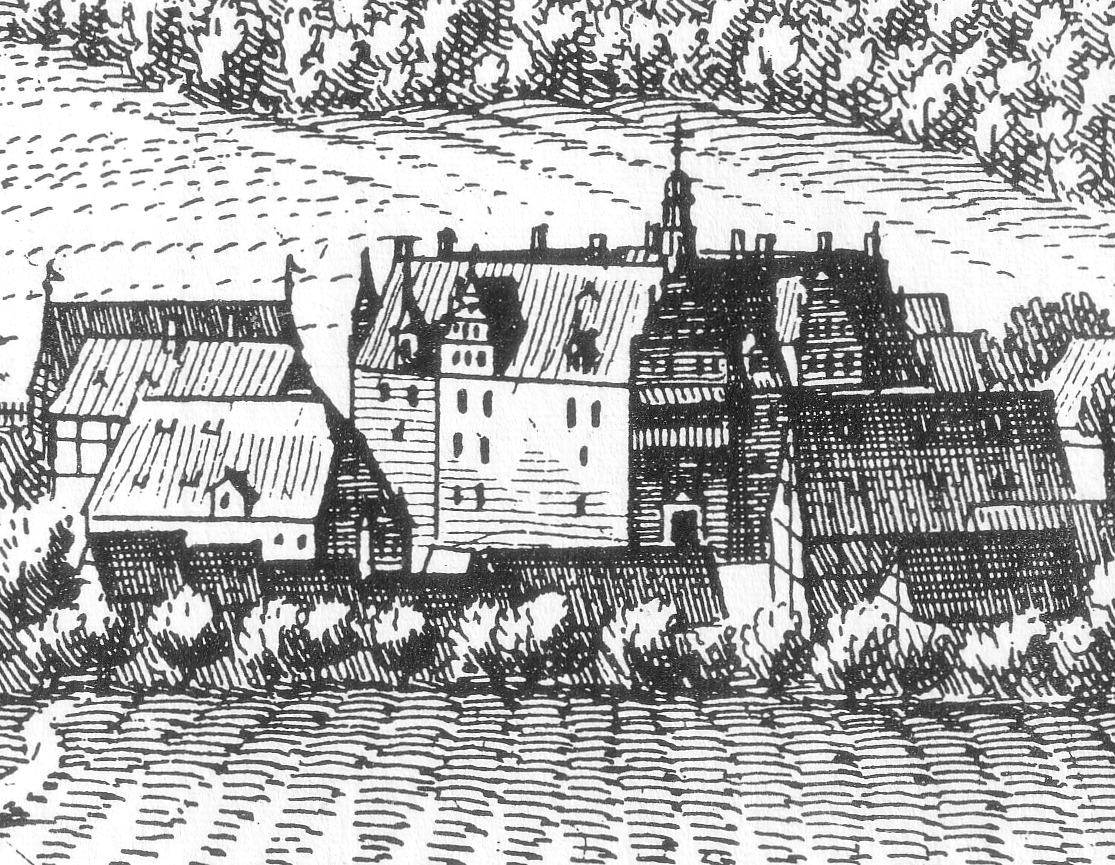
Merian-Stich 1654, Schloss noch mit niedrigem Turm

Die frühere Wasserburg Oelber spielte im Mittelalter nur eine untergeordnete Rolle. In einem Tal des Höhenzugs der Lichtenberge, abseits der großen Heer- und Handelsstraßen gelegen, war sie nicht umkämpft. Der Standort hatte allerdings seit der Zugehörigkeit zum Fürstentum Braunschweig-Wolfenbüttel ab 1523 eine sensible Lage im äußersten südwestlichen Zipfel des Kernlandes. Umgeben von fremden Territorien, behielten es die Braunschweiger Herzöge über alle Wirren hinweg in ihrem Besitz. Während des Dreißigjährigen Krieges quartierte sich der kaiserliche Feldherr Graf Tilly 1626 mit seiner Truppe drei Monate lang in der inzwischen zum Schloss gewordenen Anlage ein. Noch heute trägt ein Raum den Namen „Tilly-Saal“. Nach seinem Abzug nahm das dänische Heer unter Graf Philipp Reinhard von Solms das Schloss ein und verwüstete es ebenso wie das Dorf. Tillys Truppen stellten etwa 15 km südlich von Oelber am weißen Wege die Dänen unter König Christian IV. und schlugen sie am 27. August 1626 in der Schlacht bei Lutter am Barenberge.

### Lehnsgeschichte
Im Sinne des Lehnswesen hatten zunächst die Bischöfe des Bistums Hildesheim die Hoheit über Burg und Dorf. Nach der Hildesheimer Stiftsfehde wurde das Fürstentum Braunschweig-Wolfenbüttel 1543 neuer Lehnsgeber für die Burgherren.

### Baugeschichte

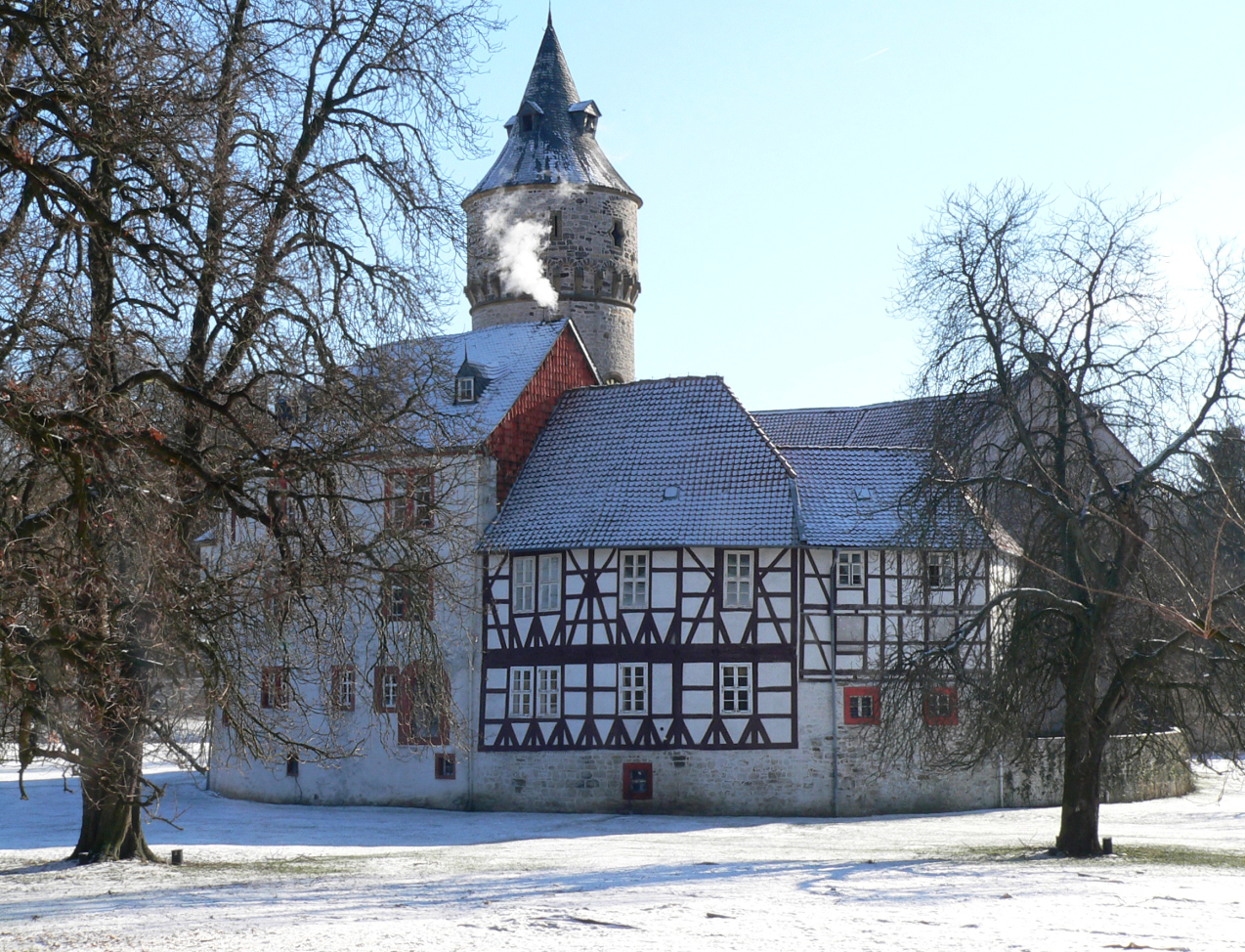
Nordseite der Oberburg mit Fachwerkgebäude

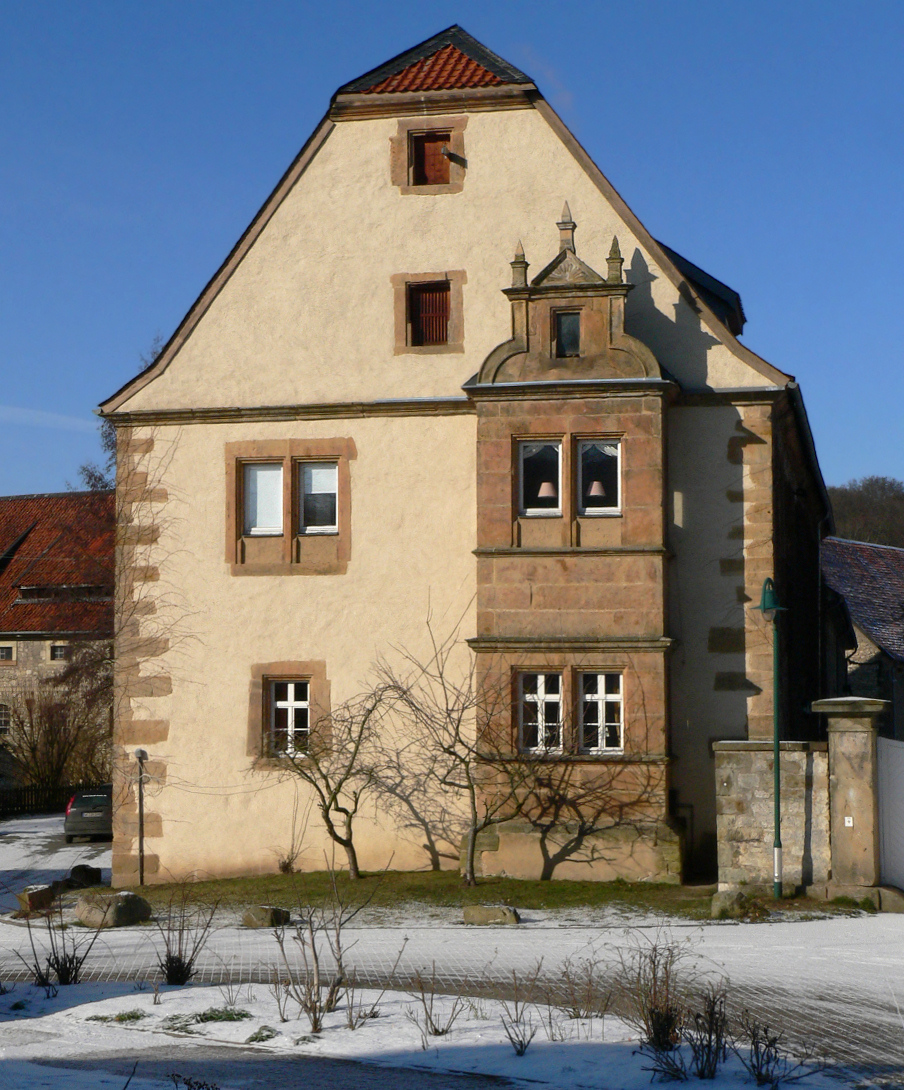
Unterburg als Rechteckgebäude im Renaissancestil

Die heutige Schlossanlage steht auf den Fundamenten einer Wasserburg des Mittelalters und erscheint in einer historischen Beschreibung so:
Das Adeliche Schloß Oelber ist ..ein ziemlich ansehnliches, aber ein fast altes Gebäu, von dem vornehmen Adelichen Geschlechte deren von Cramm erbauet. Dieses Schloß … ist in einem circul rund erbauet, mit einem Wassergraben umgeben.
Um 1580 kam es zu umfangreichen Umbauten, die einem Neubau gleichkamen. Der damalige Schlossherr und landgräflich-hessische Statthalter der Lande an der Lahn in Marburg, Burchard VI. von Cramm, verwandelte den mächtigen, fast geschlossenen Baukörper mit Innenhof in ein Renaissanceschloss. Vorbild war das Marburger Schloss. Der umfließende Wassergraben wurde trockengelegt und verfüllt. In einer Überlieferung heißt es dazu:
Anno 1583 hat Burchard von Kram … nebest seinem Bruder Frantz von Kram das Schloß Oelber gleichsam von neuem außgebaut und vielfältig gezieret.
Weitere Erneuerungen wurden im 19. Jahrhundert vorgenommen, als der Ostflügel neu gestaltet wurde. Auch erhöhte man den runden Treppenturm im Innenhof, um den Eindruck eines Bergfrieds zu erwecken. Nach Osten hin wurde eine größere Parkanlage geschaffen.
Das Schloss hat einen kleinen Innenhof, der mit überwiegend dreistöckigen Gebäuden, teils aus Fachwerk, umgeben ist. In einem kleinen Bereich besteht eine Baulücke, die mit einer Mauer ausgefüllt ist. Den Zugang stellt eine Tordurchfahrt an der Südseite dar, die ein Tonnengewölbe mit Renaissancegebälk aufweist. Neben dem eigentlichen Schloss, der Oberburg, gibt es noch eine räumlich abgesetzte und auf 1594 datierte Vorburg. Sie ist ein schlichter, zweistöckiger Rechteckbau im Renaissancestil. Baulich ähnliche Rundschlösser stehen in Jessen und Oberpöllnitz.

### Besitzverhältnisse
Die Besitzgeschichte der damaligen Burg und des dazugehörigen Rittergutes setzt 1274 mit dem Verkauf durch die Edelherren von Meinersen an die Familie von Krebs ein. Urkunden von 1296 und 1299 zeigen an, dass das Rittergeschlecht derer „von Cramm“ Eigentümer geworden ist. Laut historischen Dokumenten waren die von Meinersen mit den von Cramm verschwägert. Welche Rolle das bei der Vergabe des Lehens gespielt hat, ist unklar. Als Burgmannen werden Ludolf und Burghard von Cramm genannt. Die Herren von Cramm mussten sich die Burg und den Gutshof über Jahrhunderte mit anderen Adelsfamilien teilen, da die Territorialgrenze zwischen Hildesheim und Braunschweig-Lüneburg durch Oelber verlief. Die Cramms waren in Oelber zunächst Lehensnehmer des Fürstbistums Hildesheims, sodass die andere Hälfte des Besitzes von den Herzögen von Braunschweig-Lüneburg an eigene Lehensnehmer vergeben werden konnte. 1390 werden die „von Steinberg“ als Mitinhaber genannt, kurz danach traten die Herren „von Bortfeld“ an ihre Stelle. Innerhalb der Familien waren die Rechte wiederum geteilt, was intern zu schwierigen Besitzverhältnissen führte mit einer Aufteilung in einen Ober- und Unterhof (Hauptburg und Vorburg). Das Schloss verfügte deswegen bis ins 18. Jahrhundert über vier Rittersitze. Als das Geschlecht derer von Bortfeld 1686 erlosch, wurden die Verhältnisse nicht einfacher, da innerhalb der Familie von Cramm ein Besitzstreit ausbrach. Offiziell war die Familie erst 1766 Alleinbesitzer und 1771 waren die Eigentumsverhältnisse endgültig geregelt. Seit 1974 ist der Finanzmanager Egbert Freiherr von Cramm Schlossherr.
Da sich das Schloss in Privatbesitz befindet, ist es, außer bei besonderen Anlässen, für die Öffentlichkeit nicht zugänglich.

### Adelsfamilie von Cramm

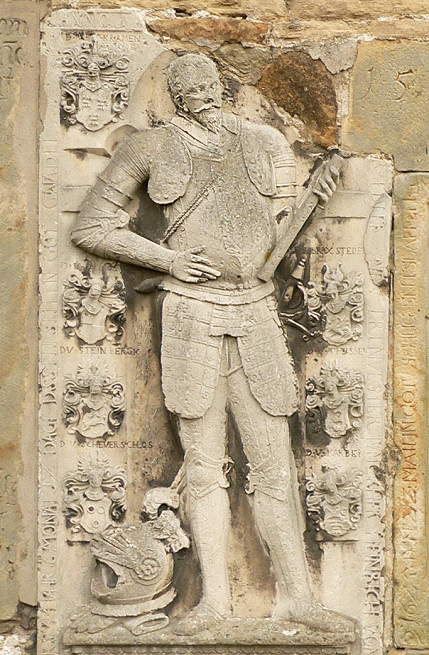
Steinrelief Heinrich von Cramm

Die Familie derer von Cramm taucht bereits in Urkunden des 12. Jahrhunderts auf, ihre Herkunft wird im naheliegenden Dorf Cramme im heutigen Landkreis Wolfenbüttel vermutet. Sie war ein begütertes Rittergeschlecht und ein angesehener Lehnsnehmer bei den geistlichen und weltlichen Herren der Region des heutigen Südost-Niedersachsen. Im Mittelalter waren viele Abkömmlinge Ritter oder Knappen, aber auch Ministeriale. In späteren Jahrhunderten dienten Familienangehörige den Welfenherzögen als Generäle, Kammerherren und Minister.
Erwähnenswert sind:
- Aschwin IV., ein Söldnerführer des 16. Jahrhunderts, der sowohl französischen Königen als auch lüneburgischen Herzögen auf europäischen Kriegsschauplätzen diente.
- Gottfried von Cramm, der Tennisbaron, (1909–1976) wurde als Tennisspieler weltberühmt, er stand dreimal im Finale des Tennisturniers in Wimbledon. Er ist in Oelber am weißen Wege nahe der Schlosskapelle nach seinem tödlichen Autounfall in Ägypten begraben worden.

### Schloss und Dorf
Das Dorf Oelber war in seiner Geschichte aufs engste mit dem Schloss und seinen Herren verbunden. Wirtschaftliche Basis der adligen Besitzer war Großgrundbesitz in Form eines Rittergutes. Das Land und große Viehbestände gaben den Dorfbewohnern Lohn und Brot. Auch entstanden Nebenbetriebe, wie eine Brennerei, eine Brauerei, eine Ziegelei und ein Kalkwerksbetrieb.

## Heutige Nutzung
Nachdem Egbert von Cramm 1974 die Schlossanlage übernommen hatte, ließ er den traditionsreichen Besitz aufwendig renovieren. Seine Ehefrau Helena, geborene Gräfin Wolff-Metternich, machte das Schloss zum Anziehungspunkt für die gesamte Region. Sie gründete zusammen mit Anna von Veltheim, geborene Gräfin zu Rantzau, eine Event-Firma, die in der Schlossanlage und in den ebenfalls wiederhergestellten Gutsgebäuden Veranstaltungen, wie Ausstellungen, Musikkonzerte, Kunst- und Antiquitätenmessen sowie Weihnachtsmärkte durchführt. Ein besonderer Anziehungspunkt für viele Besucher waren die in früheren Jahren durchgeführten Ritterspiele im Sommer.

### Schloss als Filmkulisse
Regisseur Kurt Hoffmann drehte vor der malerischen Kulisse des Schlosses 1960 Außenaufnahmen für den Film Das Spukschloß im Spessart mit Liselotte Pulver. Die Handlung spielt im waldreichen Spessart der heutigen Zeit, als im Schloss Gespenster spuken, die vor Jahrhunderten als Räuber eingemauert wurden. Der Spuk kommt der verarmten Schlossbesitzerin recht, da das Gemäuer aufgekauft und in ein Luxushotel umgewandelt werden soll. Der Film knüpfte an den Kinoerfolg Das Wirtshaus im Spessart von 1958 an.